# Gaelic Athletic Association
Die Gaelic Athletic Association (kurz GAA, irisch Cumann Lúthchleas Gael) ist ein irischer Sportverband, der gälische Sportarten wie Hurling, Gaelic Football, Gaelic Handball, Camogie und Rounders fördert und betreut.

## Geschichte
Am 1. November 1884 wurde in Miss Hayes’s Commercial Hotel in Thurles, Grafschaft Tipperary, die Gaelic Athletic Association for the Preservation and Cultivation of National Pastimes gegründet. Gründungsmitglieder waren Michael Cusack, Maurice Davin (als Präsident), John Wyse Power, John McKay, J. K. Bracken, Joseph O’Ryan und Thomas St. George McCarthy. 1885 wurden die Regeln für Hurling und Gaelic Football festgelegt und schon 1887 gab es die ersten All-Ireland Championships in diesen Sportarten.
Die Gründung der GAA ist in engem Zusammenhang mit der ab Mitte des 19. Jahrhunderts erstarkenden nationalistischen Bewegung Irlands zu sehen. Neben dem reinen Sport sollte von der GAA vor allem ein Anreiz zur Identifikation mit der irischen Kultur ausgehen. Dazu bot sich der offenbare Gegensatz zwischen („wirklich“ – Hurling, oder „angeblich“ – Gaelic Football) traditionellen irischen Sportarten und den englischen Sportarten geradezu an, so dass die GAA schnell zu einem großen Erfolg wurde. Des Weiteren gab es im Irland des 19. Jahrhunderts kaum Möglichkeiten der sportlichen Betätigung für den Großteil der Bevölkerung. Moderne Sportveranstaltungen mit festen Spielregeln waren, wie in ganz Großbritannien, ein Phänomen der meist englischen Oberschicht. So fanden Turnierspiele traditionell an Samstagen statt und blieben so der Arbeiterklasse verwehrt. Die Spiele der GAA hingegen finden daher meist an Sonntagen statt, dem damals einzigen freien Wochentag der Bevölkerungsmehrheit, was von der englischen Oberschicht als Bruch der Sonntagsruhe angesehen wurde. Untrennbar von diesem kulturpolitischen Aspekt stand die GAA jedoch in einem direkt politischen Zusammenhang: sie bildete ein Sammelbecken für politische Nationalisten vieler Schattierungen, deren Endziel in der einen oder anderen Form der politischen Unabhängigkeit Irlands von Großbritannien bestand. Die Gründung der GAA war demzufolge auch ein politisches Signal an nationalistisch gesinnte Iren einerseits und die britischen Besatzer andererseits. Mitglieder der GAA waren während des Osteraufstands 1916 und des Unabhängigkeitskrieges an führender Stelle beteiligt.
So ist auch zu verstehen, dass die GAA in früheren Jahren radikal andere, insbesondere „englische“ Sportarten ablehnte. So musste 1939 der irische Staatspräsident Douglas Hyde nach 30-jähriger Schirmherrschaft für die GAA von dieser Funktion zurücktreten, weil er als Staatspräsident ein „normales“ Fußballspiel besucht hatte. Bis zum Jahr 1972 wurden Teilnehmer an einem Fußballspiel mit einem lebenslangen Ausschluss von allen gälischen Sportarten und Vereinen bestraft. Erst im September 2001 wurde die Rule 21 aus der Satzung der GAA gestrichen, die Angehörigen britischer Sicherheitskräfte die Mitgliedschaft verwehrte. Bis vor kurzem lehnte die GAA es ab, dass auf ihren Plätzen „englische“ Sportarten ausgetragen werden. So wurde das bei weitem größte Stadion der Republik, der Croke Park in Dublin, ausschließlich für die wenigen Finalspiele von Hurling und Gaelic Football und die jährlichen International Rules Football Spiele gegen Australien genutzt. Die mindestens genauso populären Partien der irischen Rugby- und Fußball-Nationalmannschaften wurden im viel kleineren und baufälligen Lansdowne Road Stadion ausgetragen. Die Streitigkeiten, ob der Croke Park für andere Sportarten geöffnet werden soll oder nicht, waren einer der Gründe für das Scheitern der gemeinsamen Bewerbung Schottlands und der Republik Irland um die Austragung der UEFA Fußball-Europameisterschaft 2008, da so der irische Fußballverband nicht ausreichend angemessene Spielorte in Aussicht stellen konnte. Eine Änderung der GAA-Verbandssatzung ermöglicht es, dass im Jahr 2007 die irischen Fußball- und Rugbyverbände für einige Partien den Croke Park nutzen durften, da Lansdowne Road umgebaut wurde.

## Irische Sportarten heute
Gaelic Football sowie Hurling und die von Frauen gespielte Variante Camogie sind in der Republik Irland und katholisch geprägten Teilen Nordirlands weitverbreitet. 2.800 Vereine mit ca. 180.000 Spielern von Gaelic Football und ca. 100.000 Hurlingspielern bilden mit etwa 800.000 Mitgliedern das Rückgrat der GAA. Die All-Ireland Championships, an denen auch nordirische Countys mitspielen, sind ein Ereignis, das im ganzen Land diskutiert wird. Die Finalspiele finden im Croke Park Stadion in Dublin statt.